# Cassadaga (stúdióalbum)
A Cassadaga a Bright Eyes nyolcadik stúdióalbuma, amelyet 2007. április 10-én adott ki a Saddle Creek Records. A 2006 során felvett 25–30 dalból végül 13 került rá az elkészült alkotásra. A lemez címét a Florida állambeli Cassadaga városáról, egy médiumok és a spiritualizmus követői által lakott településről kapta.
Az album a Saddle Creek Records 103. kiadványa.

## Leírás
Az albumon feltűnik Z Berg (The Like), Sherri DuPree és Stacy King (Eisley), valamint a szólóénekes Rachael Yamagata is. Az első kislemez 2007. március 6-án jelent meg, rajta a Four Windsszel és öt, az azonos című középlemezen szereplő, b-oldalas dallal.
A Cassadaga a Billboard 200-as lista negyedik helyéig jutott; az első héten 58 000 példány kelt el belőle; az Egyesült Államokban összesen végül 231 000 darabot adtak el. A Rolling Stone 2007-es top 50-es rangsorában a 12., a brit albumlista 2007 áprilisi mezőnyében pedig 13. lett.
Johnny Deppnek ez a lemez volt az egyik kedvence 2007-ből.
A Four Winds röviden hallható a Cloverfield partijelenetében.

## Borító
A CD és hanglemezes változatokhoz egy „spektrális dekódert” mellékeltek, amellyel láthatóvá válnak a borító rajzai és rejtett üzenetei. Egy ilyen például az első szám szövegére utaló, orosz nyelvű mondat („тяните другую кровавую ванну”), melynek jelentése: „rendezz újabb vérfürdőt”; másik ilyen az egyébként helytelen, görög nyelvű „παρελθόν παρουσιάζω μέλλον” idézet („a múlt bemutatja a jövőt”), amely a Her Space Holiday egyik lemezének címe (a két együttes közös albumot is kiadott).
Több, egyéb nyelvű mondat is felbukkan még, ezek az alábbiak:
Angol
- „Dog faced apologists pleasing themselves on the burning sand” („Kutyaarcú védők gyönyörködnek az égő homokban”)
- „These myths are sacred and profane!” („Ezek a mítoszok szentesítettek és szentségtörők!”)
- „Rocks beneath the water” („Sziklák a víz alatt”; Cassadaga település seneca neve)
- „Citrus slaves throwing dice in the dirt, amusement” („Citrusszedő rabszolgák a porban kockázva szórakoznak”)
- „We love you, Breezy, and we miss you!!!” („Szeretünk Breezy, hiányzol!!!”; Breezy Sabrina Duim beceneve)
- „Swollen saints bathing in a backwards river under a sliver of a moon” („Kövér szentek visszafelé folyó folyóban fürdenek a hold ezüstje alatt”)
- „Mighty Saturn enters your eighth house” („A hatalmas Szaturnusz belép a Nyolcadik Házadba”)

Francia
- „Est-ce minuit ou midi?” („Éjfél van, vagy dél?”)

Portugál
- „Virgens doentes de sol ficando frescas no túmulo do faraó” („A naptól megfáradt szüzek a fáraó sírjában frissek maradnak”)
- „Plantas de pirâmedes cheio de cores tatuado na barriga de uma puta” („Piramisok színes tervrajzai egy szajha hasára tetoválva”)

A CD-tok belsején, illetve a hanglemezes kiadáshoz mellékelt külön darabon a „For Sabrina” szöveg olvasható a 2007 januárjában elhunyt Sabrina Duim emlékére. Sabrina a Stanford Egyetem hallgatója, illetve hárfás volt, aki a Bright Eyes koncertjein is játszott.
A brit kiadás borítójának hátlapján az If the Brakeman Turns My Way dal címe helytelenül „If the Breakman Turns My Wayként” szerepel. A változatot a Polydor Records/Universal Records tervezői módosították az amerikai változathoz képest (digipak, amely az amerikai „deluxe” kiadásnak felel meg).
2008-ban a lemez elnyerte a legjobb borítóért járó Grammy-díjat.

## Számlista
Az összes dal szerzője Conor Oberst, kivéve, ahol jelezve van. 
| 1.    | Clairaudients (Kill or Be Killed) |                            | 6:05 |
| 2.    | Four Winds                        |                            | 4:16 |
| 3.    | If the Brakeman Turns My Way      | Conor Oberst, Jason Boesel | 4:53 |
| 4.    | Hot Knives                        |                            | 4:13 |
| 5.    | Make a Plan to Love Me            |                            | 4:14 |
| 6.    | Soul Singer in a Session Band     |                            | 4:14 |
| 7.    | Classic Cars                      |                            | 4:19 |
| 8.    | Middleman                         |                            | 4:49 |
| 9.    | Cleanse Song                      |                            | 3:28 |
| 10.   | No One Would Riot for Less        |                            | 5:12 |
| 11.   | Coat Check Dream Song             | Conor Oberst, Nate Walcott | 4:10 |
| 12.   | I Must Belong Somewhere           |                            | 6:19 |
| 13.   | Lime Tree                         |                            | 5:53 |
| 62:05 |                                   |                            |      |

### B-oldalas dalok
| Dal                   | Megjelenés                        |
| --------------------- | --------------------------------- |
| Tourist Trap          | Four Winds középlemez             |
| Reinvent the Wheel    | Four Winds középlemez             |
| Cartoon Blues         | Four Winds középlemez             |
| Smoke Without Fire    | Four Winds középlemez             |
| Stray Dog Freedom     | Four Winds középlemez             |
| Endless Entertainment | digitális                         |
| Susan Miller Rag      | 3”/CD, a Cassadaga előrendelőinek |

## Közreműködők
- Conor Oberst – szöveg, gitár, zongora, szintetizátor
- Mike Mogis – szöveg, gitár, basszusgitár, pedal steel gitár, lap steel gitár, mandolin, dobro, ütőhangszerek, vibrafon, tizenkét húros gitár, bariton, ukulele, harangjáték, producer
- Nate Walcott – orgona, zongora, elektromos, zongora; valamint húrok, fafúvósok és a zenekar hangszerelése
- Andy LeMaster, Chris MacDonald, Gillian Welch, Hassan Lemtouni, Jake Bellows, Rachael Yamagata, Sean Foley, Sherri DuPree, Stacy DuPree, Ted Stevens, Z Berg – szöveg
- Janet Weiss – dob
- Anton Patzner – hegedű
- Bill Meyers, Suzie Katayama – karmesterek
- Brian Walsh – klarinét, basszusklarinét
- Clark Baechle, Dan Bitney, Dan Fliegel, Jonathan Crawford, Michael Zerang – ütőhangszerek
- Dan McCarthy, Stefanie Drootin, Tim Luntzel – basszusgitár
- David Moyer – basszusklarinét
- David Rawlings – gitár
- M Ward – szöveg, gitár
- Jason Boesel, Maria Taylor – szöveg, dob
- John McEntire – ütőhangszerek, elektronika
- Myka Miller – oboa
- Sarah Wass – fuvola
- Shane Aspegren – dob, ütőhangszerek

## Fordítás
Ez a szócikk részben vagy egészben  a   Cassadaga (album) című angol Wikipédia-szócikk ezen változatának fordításán alapul.  Az eredeti cikk szerkesztőit annak laptörténete sorolja fel. Ez a jelzés csupán a megfogalmazás eredetét és a szerzői jogokat jelzi, nem szolgál a cikkben szereplő információk forrásmegjelöléseként.